# Anne Lister
Anne Lister (Halifax, 3 de abril de 1791 - Kutaisi, 22 de setembro de 1840) foi uma proprietária de terras, alpinista e viajante britânica, conhecida por seu diário codificado que originou o filme The Secret Diaries of Miss Anne Lister.  Ao longo de sua vida, ela manteve um diário onde narrou os detalhes de sua vida cotidiana, incluindo seus relacionamentos lésbicos, suas preocupações financeiras, suas atividades industriais e seu trabalho dedicado ao Salão Shibden. Os diários contêm mais de 4 000 000 palavras e cerca de um sexto delas (que tratam sobre os detalhes íntimos de seus relacionamentos amorosos e sexuais) foram escritas em código. O código, derivado de uma combinação de álgebra e grego antigo, foi decifrado em 1930.
Anne Lister é muitas vezes chamada "a primeira lésbica moderna" por seu estilo de vida abertamente lésbica. Ela era apelidada de "Freddie" por uma de suas amantes e "Gentleman Jack", pelos moradores de Halifax, onde ela sofria de assédio por sua sexualidade. Ela vivia na área rural da cidade, onde dirigia a obra de renovação do paisagismo do Salão Shibden, que ela havia herdado de seu tio, James Lister, morto em 1826.

## Morte
Anne Lister faleceu aos 49 anos de idade, vítima de uma febre, em Koutais (atual Kutaisi, Geórgia), enquanto viajava com Ann Walker, sua esposa, seu último amor. Ann Walker, que recebeu a propriedade do Salão Shibden, pediu o embalsamento do corpo de Anne Lister e levou-o de volta para o Reino Unido, onde está enterrado na igreja paroquial em Halifax, West Yorkshire. Ann Walker morreu em 1854, em sua casa de infância, Cliff Hill em Lightcliffe.
Ao longo de sua vida, Anne Lister teve uma forte fé na Igreja Anglicana. A família de Lister tinha um cofre na igreja paroquial de Halifax, onde seus restos mortais estão. Sua lápide foi recentemente descoberta, após ser coberta por um piso em 1879. O atual túmulo da família está na Igreja de St. Ana, Southowram, onde John Lister está sepultado. Ele foi o primeiro a tentar a tradução dos diários de Anne Lister.